# لامك
لامَك (العبرية: לֶמֶךְ) من الآباء الذين عاشوا قبل الطوفان من نسل شيث وكان ابنًا لمتوشالح وأبًا لنوح. وكان لامك خائفًا الله ومتكلًا على وعده بأنه سَيُزِيل لعنة الخطيئة. ولما ولد نوح أبدى أمله ولده هذا سيقود الناس ببركة الله إلى حياة أسعد وأفضل إذ قال: «هذا يعزينا عن عملنا وتعب أيدينا من قِبل الأرض التي لعنها الرب» (تك 5: 25 و28-31). وقد اكتشف في حديثًا تفسير سفر التكوين في لفائف ومخطوطات قمران بالقرب من البحر الميت، توفي وعمره 777 عاما.

## نسبه
لاَمَكَ بْنِ مَتُوشَالَحَ بْنِ أَخْنُوخَ بْنِ يَارِدَ بْنِ مَهْلَلْئِيلَ بْنِ قِينَانَ بْنِ أَنُوشَ بْنِ شِيتِ بْنِ آدَمَ.
ملكان بن مثوب بن حنوك بن الرائد بن مهلهل بن قنان بن الطاهر بن هبة الله (شيث) بن آدم (أبو البشر)